# Wormer- en Jisperveld

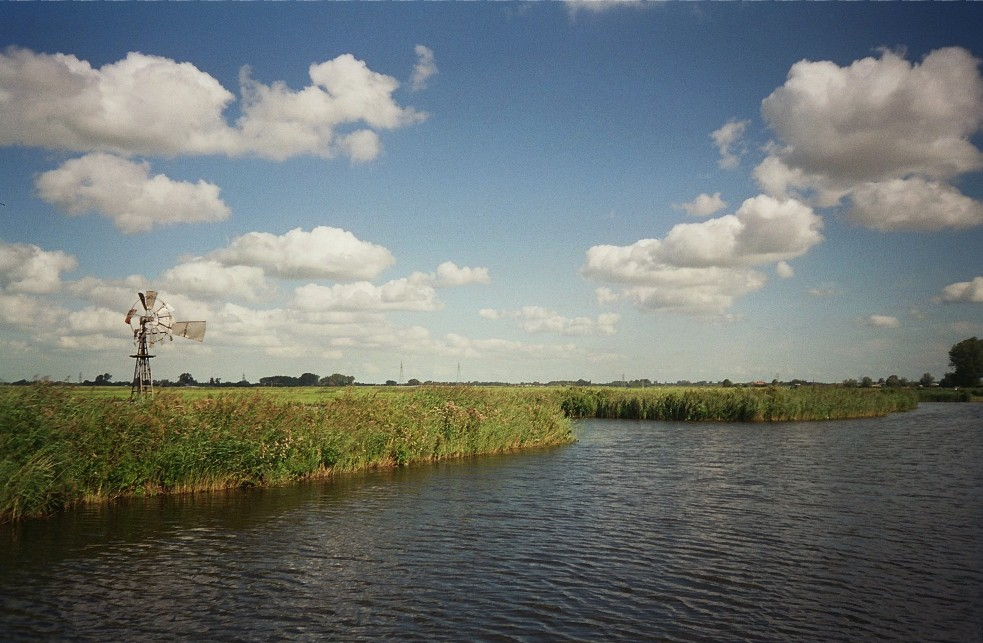
Wormer- en Jisperveld

Het Wormer- en Jisperveld is een natuurgebied van ca. 2000 ha, liggend tussen Wormer, De Rijp, Purmerend en Wormerveer, waarvan 641 ha in beheer bij Natuurmonumenten. Een deel van het natuurgebied is een Natura 2000-gebied onder de naam Wormer- en Jisperveld & Kalverpolder.
Het Wormer- en Jisperveld is gelegen ten noorden van de Zaanstreek en omsloten door de Zaan, de dijken tussen Wormer en Oostknollendam, de ringvaart naar Spijkerboor, het Noordhollands Kanaal naar Neck en Purmerend en het dorp Jisp dat aansluit op Wormer.
Van oorsprong is het Wormer- en Jisperveld een veenmoeras. Of en zo ja, hoelang het gebied na de ontginning, vanaf circa het jaar 1000, zoals destijds gebruikelijk, gebruikt werd voor akkerbouw is niet zeker, maar duidelijk is dat het gebied door inklinking snel is gedaald zodat het, zoals veruit de meeste veengebieden in Holland, na enige tijd alleen nog geschikt was voor het houden van melkvee. Dit type gebied werd de motor achter de vee en kaas economie waar de steden waar deze kaas werd verhandeld, Alkmaar en Edam, bekend van zijn geworden.
Het Wormer- en Jisperveld is een goed voorbeeld van vaargebied in een veenweidelandschap. Machines en koeien vervoeren in dit gebied is tijdrovend en daardoor duur. Daardoor heeft de landbouw het moeilijk in dit gebied.

## Natuur
Door de beperkingen voor agrarisch gebruik is het Wormer- en Jisperveld een goed gebied voor weidevogels, al zou verdere teruggang in agrarisch gebruik juist weer slecht zijn. De hooilanden worden pas laat in het jaar gemaaid, wat een goede zaak is voor de weidevogels, maar sommige boeren kunnen het niet bolwerken. De gebieden verruigen dan en worden voor weidevogels minder geschikt.
Van de weidevogels broeden de grutto’s, kieviten, kemphanen en tureluurs in grote aantallen. In dit gebied veel broedende watervogels zijn de slobeend, kokmeeuw, roerdomp en meerkoet. De lepelaar foerageert hier graag. Verder worden in dit gebied overwinteraars aangetroffen zoals de wintertaling, smient, goudplevier en wulp.
Uiteraard trekt zo'n gebied dan ook roofvogels aan zoals de havik, blauwe kiekendief, bruine kiekendief, grauwe kiekendief en slechtvalk.
Het Wormer- en Jisperveld is een van de laatste toevluchtsoorden voor de unieke en zeldzame Nederlandse ondersoort van de noordse woelmuis (Microtus oeconomus arenicola). Ook een aantal bijzondere vissoorten (bittervoorn, rivierdonderpad, kleine modderkruiper en grote modderkruiper) komen in groten getale in het gebied voor.

## Water
Door de ontwatering is de bodem ingeklonken; het veld ligt ruim 2 meter onder NAP en moet beschermd worden door dijken.
Naast planten die je in een drassig gebied als het Wormer- en Jisperveld verwacht, zoals moerasvarens, de koekoeksbloem en zonnedauw, zijn er soms ook bijzondere planten te vinden door het zout in de grond van overstromingen van de Zuiderzee. Het gaat dan om brakwaterplanten als het lepelblad en heemst.
Door het brakke karakter is er slechts op beperkte schaal turf gewonnen. Toch zijn vele sloten en brede watergangen ontstaan zoals het Zwet en de Merken. Van het gebied is ongeveer 500 ha wateroppervlak.
Het water is in eigendom en beheer van het Hoogheemraadschap Hollands Noorderkwartier en is vrij toegankelijk.

## Historie
Het Wormer- en Jisperveld is het resultaat van duizend jaar lang ploeteren, graven, baggeren, vloeken, sjouwen en bidden. Van een woest en ontoegankelijk moerasbos is het omgevormd tot het eerste moderne industriegebied van Europa om vervolgens, onder invloed van de keiharde wetten der economie, te veranderen in een prachtig, rustiek en verstild weidelandschap.

### Romeinse tijd
In de Romeinse tijd maakte het gebied deel uit van een veenmoeras dat zich uitstrekte vanaf de Noord-Hollandse kust tot voorbij Friesland en Overijssel. De Waddenzee en de Zuiderzee bestonden nog niet, wel werd het gebied doorsneden door grote en kleine veenstromen die op enkele plaatsen wat breder waren en meertjes vormden. Aan de randen van dit onherbergzame moeras woonden mensen, Friezen genaamd.Ze hadden hun huizen gebouwd op de hoge zandruggen of strandwallen die het moeras van de zee afschermden. Ook woonden ze op terpen die ze zelf hadden opgeworpen. In Friesland en Groningen zijn deze terpen nog te zien, in Noord-Holland worden ze alleen bij opgravingen aangetroffen omdat ze door hun gewicht in het veen zijn weggezakt.Op deze hogere gronden waren landbouw en veeteelt de belangrijkste middelen van bestaan. Het moeras, dus ook het huidige Wormer- en Jisperveld, werd alleen binnengetrokken voor de jacht op elanden, bevers, otters en ander wild dat hier rondzwierf. Dat het gebied regelmatig werd bezocht blijkt uit woorden als "Jisp"; en "Zaan". Dit zijn prehistorische namen die tot op de dag van vandaag in gebruik zijn gebleven en alleen wanneer een gebied regelmatig door mensen wordt doorkruist blijven dergelijke namen bewaard.

### Vroege middeleeuwen
In de vroege middeleeuwen (500 tot 1000 na Christus) nam de bevolking in de duinstreek langzaam maar zeker toe. Op het einde van deze periode ontstond daardoor een gebrek aan landbouwgrond. Tegelijkertijd was door een betere natuurlijke afwatering het veenmoeras droger geworden. Het is dan ook niet verwonderlijk dat in de tiende en elfde eeuw boeren vanuit het duingebied het Wormer- en Jisperveld introkken, op zoek naar land om te ontginnen. Deze eerste bewoners kwamen varend over de veenstromen die dwars door het gebied kronkelden. Vanuit het zuiden en westen kwamen ze via de Zaan en haar zijtak de Wormer, vanuit het noorden via de Bamestra, een stroom die in de eeuwen daarna uitgroeide tot het grote meer de Beemster. Waar ze het land geschikt vonden stapten de boeren uit, trokken hun bootjes aan land, kapten de aanwezige bomen en bouwden daarvan hun boerderijen. Haaks op de veenstroom waarover ze gekomen waren groeven ze lange ontwateringssloten zodat het land droger werd, geschikt voor de akkerbouw. Om wateroverlast vanuit het moeras tegen te gaan groeven ze tussen hun land en het moeras een brede sloot. Een dergelijke brede sloot werd een "watering" genoemd. Op deze manier ontstonden de lange, door sloten omgeven landerijen die zo typisch zijn voor het veld.
Een groep van sloten en landerijen die dezelfde richting hebben wordt ook wel een "blok" genoemd. Op de huidige kaart van het Wormer- en Jisperveld is het merendeel van deze middeleeuwse ontginningsblokken nog goed te herkennen.

### Middeleeuwen
Door het ontwateren begon het veen in te klinken en werd het land te nat voor akkerbouw. Om toch graan te kunnen verbouwen staken de boeren de watering over en ontgonnen weer een deel van het moeras. Ze groeven de nieuwe ontwateringssloten in het verlengde van de reeds bestaanden. De hele ontginning schoof als het ware op. Vaak werd de boerderij ook naar het nieuwe land verplaatst. Het oude, natte land bleef in gebruik als hooi- en weiland voor het vee. Rond 1300 was het hele moeras verdwenen en lag het Wormer- en Jisperveld er in grote lijnen bij zoals het er nu nog steeds bij ligt. Toch zou rond het veld nog heel wat veranderen. Door inbraken van de Noordzee ontstonden de Waddenzee en de Zuiderzee. De veenstroompjes waarover de kolonisten waren gekomen kalfden steeds meer land af en groeiden uit tot grote meren: de Starnmeer, de Beemster, de Wijdewormer en de Purmer. Door de stijging van de zeespiegel en inklinken van het veen kwam het land steeds lager te liggen.
Om de dreiging van overstromingen tegen te gaan werden dijken aangelegd. De boerderijen werden in de eeuwen daarna naar de dijken verplaatst want dat waren de hoogste en droogste plekken in het veld. Zo is de kenmerkende, lange lintbebouwing van Wormer en Jisp ontstaan.
Omdat het land nat was kon akkerbouw alleen nog maar plaatsvinden op de modder die bij het uitbaggeren van de sloten op de kant werd gegooid. Dit was natuurlijk niet voldoende om iedereen van graan te voorzien. De boeren trokken er daarom op uit om elders graan te ruilen tegen zelf gemaakte boter en kaas. Een ander deel van de mensen ging zich toeleggen op de visserij in de grote meren. Zo kreeg, tussen 1300 en 1500, de bevolking in het noorden van de Zaanstreek ervaring in de scheepvaart en de handel. Ondanks de dijken bleef de wateroverlast een groot probleem. De oplossing was het bouwen van watermolens waarmee het teveel aan water over de dijk kon worden geslagen in de Zaan en de grote meren. Op deze manier kregen de bewoners de techniek om molens te ontwerpen en te bouwen onder de knie.
Door de opbloei van de Nederlandse handel van 1550 nam in Wormer en Jisp de welvaart nog meer toe. In deze twee dorpen werden de scheepsbeschuiten gebakken die de Nederlandse zeevaarders meenamen op hun handelsreizen naar de Oostzee. Op een gegeven moment waren in Wormer acht meelmolens vrijwel dag en nacht bezig met het malen van meel voor de beschuitbakkerijen. De molens moesten vrije windvang hebben en stonden daarom niet in het dorp zelf maar in het veld.

### De Gouden Eeuw
Tijdens de invallen van de spanjaarden in 1574 zijn de molens in brand gestoken maar kort daarop weer herbouwd. Daarna zette de bloei voor Wormer en Jisp pas goed door. De schippers van de Oost-Indische Compagnie, de Westindische Compagnie, de walvisvaarders, de oostzeevaarders en alle andere schepen die vanuit Holland vertrokken, hadden vele tonnen met Wormer en Jisper "tweeback" (scheepsbeschuit) aan boord. Meer dan 150 bakkerijen waren nodig om al dit beschuit te bakken.
Het in de bakkerijen verdiende geld werd gebruikt om andere industrieën op te zetten. In het veld werden oliemolens, pelmolens, houtzaagmolens, papiermolens en zelfs een steenzaagmolen gebouwd. Ook verschenen er traankokerijen waar het walvisvlees werd uitgekookt dat door de walvisvaarder was gebracht, en stijfselketen waar de stijfsel werd vervaardigd om de witte boorden van rijke Amsterdammers mee te verstevigen. Diezelfde Amsterdammers investeerden een deel van hun rijkdom in het droogmaken van meren om op de vruchtbare grond boerderijen te bouwen. Rond Wormer en Jisp gebeurde dit in rap tempo. De Beemster was het eerste grote meer dat verdween (1612), daarna volgden de Purmer (1622), de Wijde Wormer (1626), de Enge Wormer (1638) en de Starnmeer (1643).
Zo was in nog geen vijftig jaar na de gevechten tegen de Spanjaarden het veld onder de ogen van de verbaasde koeien veranderd van een armzalig, door water bedreigd drassig weidegebied in een tussen welvarende droogmakerijen gelegen industriegebied waar tientallen molens vrijwel dag en nacht draaiden, waar constant werd getimmerd en gebouwd, waar onophoudelijk een traanlucht hing en het een komen en gaan was van handelaren in stijfsel, meel, scheepsbeschuit, olie, hout, papier, melk, boter en kaas. Over de sloten en het Zwet voeren kleine schuiten met handelswaar heen en weer naar Amsterdam. Vanaf de Zaan voeren de walvisvaarders, graanhandelaars en andere schepen naar de Noordpool, de Oostzee, de Middellandse Zee en Amerika om goederen te halen die weer in de molens verwerkt konden worden.
Zo werd het Wormer- en Jisperveld het eerste industriegebied uit de moderne geschiedenis van Nederland.

### Neergang
Dit kon echter niet eeuwig duren. Na 1680 trad er neergang in. Elders in de Zaanstreek waren ook molens verschenen die de Wormer- en Jisper molens zwaar beconcurreerden. Om de eigen industrie te beschermen sloot Amsterdam de poorten voor handelswaar en producten uit Wormer en Jisp. Volgens de Amsterdammers mochten boeren zich alleen maar bezighouden met het "dom en onnozel vee"
In de achttiende eeuw deden de veepest en overstromingen er nog een schepje bovenop. Terwijl de rest van de Zaanstreek in deze tijd juist bloeide, maakten Wormer en Jisp een grote crisis door.
De ene na de andere molen verdween. De traankokerijen werden afgebroken, net als de stijfselmakerijen. De bouw van enige cacaomolens en de rijstpelmolens kon het tij niet keren.
De komst van de Fransen rond 1800 betekende een dieptepunt. Ten opzichte van 1650 was de bevolking in Wormer teruggelopen van 2000 naar 1000 zielen. In het veld stonden nog maar een paar molens, verder was alle industrie weg. Het was weer het domein geworden van de koeien, de schapen en de vogels.

### Industrialisatie
Rond 1880 was de stoommachine zodanig verbeterd dat hij sterker en betrouwbaarder was dan een windmolen. Omdat stoommachines op steenkool draaiden werden stoomfabrieken bij voorkeur langs diep water neergezet. Wanneer een moleneigenaar een molen in het veld wilde vervangen door een fabriek, verhuisde hij het bedrijf naar de Zaan. Dat is de reden waarom rond 1900 de laatste molens uit het veld verdwenen.

Door de industrialisatie nam de bevolking weer toe. Vlak voor de Eerste Wereldoorlog bedroeg het aantal inwoners in Wormer voor het eerst sinds eeuwen weer meer dan 2000. Na 1950 moesten in Wormer en Jisp nieuwe woonwijken gebouwd worden. Een deel van het veld tussen Wormer en de Zaan en een klein deel ten zuidwesten van Jisp werden hieraan opgeofferd.
De overgrote meerderheid van het veld bleef echter onbebouwd. Hierdoor kan de geschiedenis van het Wormer- en Jisperveld nog uit het veld zelf worden afgelezen. De ontginningsblokken van de eerste boeren liggen erbij zoals ze er 1000 jaar geleden bij lagen. De hele methode van ontginnen, haaks op de grote veenstromen, is nog te zien. Op plaatsen waar sloten een vreemde bocht maken zitten soms zelfs nog resten van middeleeuwse boerderijen in de grond. Van de bedrijvigheid die er in de 17e eeuw heerste resten de molenstenen die her en der te vinden zijn, de lage heuvels waar een molen, traankokerij of een stijfselkeet op gestaan heeft en natuurlijk de stukken walvisbot die bij het uitbaggeren van sloten op de kant worden getrokken. Daarom heeft het Wormer- en Jisperveld niet alleen waarde als een belangrijk natuurgebied, maar ook als een belangrijk en ongeschonden cultuur-historisch landschap.

## Gebruikte literatuur
- Boorsma, P., 1968, Duizend Zaanse molens, Amsterdam.
- Brandt, R.W., G.J. van der Horst en J.J. Stolp, 1983, De Zaanstreek archeologisch bekeken, Zaanstad.
- Mol, C., 1966, Uit de geschiedenis van Wormer, Wormerveer.
- Niedekker, D, Door riet omzoomd, Wormer- en Jisperveld, ISBN 90-71123-97-9.